# Nigeria Premier League 2023-2024
La Premier Football League 2023-2024 è stata la cinquantatreesima edizione della massima divisione del campionato nigeriano di calcio, la trentaquattresima dal passaggio al professionismo e la prima sotto la nuova denominazione. Il campionato è iniziato il 30 settembre 2023 dopo alcuni posticipi ed è terminato il 23 giugno 2024.
L'Enyimba era la squadra campione in carica, avendo vinto il suo nono titolo nazionale nell'edizione 2022-2023. Il campionato è stato vinto dall'Enugu Rangers, al suo ottavo titolo nazionale.

## Stagione

### Novità
Al termine della scorsa stagione sono state retrocesse in National League Wikki Tourists, Nasarawa United, El-Kanemi Warriors e Dakkada, ultime quattro classificate dei due gironi di campionato. Al loro posto, dalla National League sono state promosse Heartland, Sporting Lagos, Kano Pillars e Katsina Utd. Si tratta del debutto in massima serie per lo Sporting Lagos, mentre le altre tre squadre tornano in Premier League dopo due anni di assenza.

### Formula
Le 20 squadre partecipanti giocano un girone all'italiana con partite di andata e ritorno, per un totale di 36 giornate. Al termine della stagione, la prima classificata è campione della Nigeria e si qualifica per la CAF Champions League 2024-2025 insieme con la seconda, mentre la terza si qualifica per la Coppa della Confederazione CAF 2024-2025. Le ultime tre classificate sono invece retrocesse in National League.

## Squadre partecipanti
| Squadra          | Città         | Stagione precedente                  |
| ---------------- | ------------- | ------------------------------------ |
| Abia Warriors    | Umuahia       | 4° in Premier League - Girone B      |
| Akwa Utd         | Uyo           | 4° in Premier League - Girone A      |
| Bayelsa United   | Yenagoa       | 7° in Premier League - Girone B      |
| Bendel Insurance | Benin City    | 5° in Premier League - Girone finale |
| Doma Utd         | Gombe         | 5° in Premier League - Girone B      |
| Enugu Rangers    | Enugu         | 8° in Premier League - Girone B      |
| Enyimba          | Aba           | Campione della Nigeria               |
| Gombe Utd        | Gombe         | 7° in Premier League - Girone A      |
| Heartland        | Owerri        | National League                      |
| Kwara Utd        | Ilorin        | 8° in Premier League - Girone A      |
| Kano Pillars     | Kano          | National League                      |
| Katsina Utd      | Katsina       | National League                      |
| Lobi Stars       | Makurdi       | 6° in Premier League - Girone finale |
| Niger Tornadoes  | Minna         | 6° in Premier League - Girone B      |
| Plateau Utd      | Jos           | 5° in Premier League - Girone A      |
| Remo Stars       | Ikenne        | 2° in Premier League - Girone finale |
| Rivers Utd       | Port Harcourt | 3° in Premier League - Girone finale |
| Shooting Stars   | Ibadan        | 6° in Premier League - Girone A      |
| Sporting Lagos   | Lagos         | National League                      |
| Sunshine Stars   | Akure         | 4° in Premier League - Girone finale |

## Classifica
|                    | Pos. | Squadra          | Pt | G  | V  | N  | P  | GF | GS | DR  |
| ------------------ | ---- | ---------------- | -- | -- | -- | -- | -- | -- | -- | --- |
| Nigeria (bandiera) | 1.   | Enugu Rangers    | 70 | 38 | 21 | 7  | 10 | 56 | 33 | +23 |
|                    | 2.   | Remo Stars       | 65 | 38 | 20 | 5  | 13 | 53 | 39 | +14 |
|                    | 3.   | Enyimba          | 63 | 38 | 19 | 6  | 13 | 46 | 33 | +13 |
|                    | 4.   | Shooting Stars   | 62 | 38 | 18 | 8  | 12 | 48 | 34 | +15 |
|                    | 5.   | Plateau Utd      | 58 | 38 | 18 | 4  | 16 | 53 | 40 | +13 |
|                    | 6.   | Lobi Stars       | 58 | 38 | 17 | 7  | 14 | 48 | 45 | +3  |
|                    | 7.   | Katsina Utd      | 55 | 38 | 15 | 10 | 13 | 42 | 39 | +3  |
|                    | 8.   | Rivers Utd       | 53 | 38 | 15 | 8  | 15 | 51 | 42 | +9  |
|                    | 9.   | Bendel Insurance | 53 | 38 | 14 | 11 | 13 | 32 | 30 | +2  |
|                    | 10.  | Sunshine Stars   | 52 | 38 | 13 | 13 | 12 | 37 | 37 | 0   |
|                    | 11.  | Kano Pillars     | 52 | 38 | 15 | 7  | 16 | 49 | 50 | -1  |
|                    | 12.  | Abia Warriors    | 52 | 38 | 15 | 7  | 16 | 42 | 45 | -3  |
|                    | 13.  | Kwara Utd        | 51 | 38 | 12 | 15 | 11 | 38 | 37 | +1  |
|                    | 14.  | Niger Tornadoes  | 51 | 38 | 14 | 9  | 15 | 38 | 41 | -3  |
|                    | 15.  | Bayelsa United   | 50 | 38 | 13 | 11 | 14 | 46 | 50 | -4  |
|                    | 16.  | Akwa Utd         | 49 | 38 | 14 | 7  | 17 | 44 | 42 | +2  |
|                    | 17.  | Sporting Lagos   | 46 | 38 | 12 | 10 | 16 | 39 | 44 | -5  |
|                    | 18.  | Doma Utd         | 44 | 38 | 11 | 11 | 16 | 26 | 42 | -16 |
|                    | 19.  | Heartland        | 38 | 38 | 9  | 11 | 18 | 36 | 50 | -14 |
|                    | 20.  | Gombe Utd        | 25 | 38 | 8  | 7  | 23 | 21 | 78 | -57 |

Legenda
      Campione della Nigeria e ammessa alla CAF Champions League 2024-2025.
      Qualificata per la CAF Champions League 2024-2025
      Ammessa alla Coppa della Confederazione CAF 2024-2025.
      Retrocessa in National League 2024-2025.
Note:
Tre punti a vittoria, uno a pareggio, zero a sconfitta.